# ضرب (فیلم)
ضرب (انگلیسی: Tempo) فیلمی در ژانر سرقت است که در سال ۲۰۰۳ منتشر شد. از بازیگران آن می‌توان به ملانی گریفیث، راشل لی کوک، هیو دنسی، مالکوم مک‌داول، و ارت مالک اشاره کرد.